# Càncer d'ovari
El  càncer d'ovari  és un tumor maligne que neix en qualsevol de les parts de l'ovari. L'ovari és un òrgan molt complex on poden originar-se nombrosos tumors de molt diferent rang morfològic, alguns dels quals estan dotats de funció hormonal, fet que justifica la gran varietat de classificacions. La ubicació més freqüent és en l'epiteli que recobreix l'ovari. El risc de contraure càncer d'ovari correlaciona directament amb anomalies en els gens és BRCA1 i BRCA2. En general, el càncer d'ovari no produeix símptomes.

## Epidemiologia
Valorar la freqüència del  càncer d'ovari  no és fàcil i es troben grans diferències entre els diferents països. En els països industrialitzats d'Europa Occidental, Israel, Canadà i EUA la seva freqüència és alta. És el sisè tumor maligne més freqüent en les dones després del de mama, intestí gros, pulmó, úter i limfomes. A Girona, la incidència percentual sobre el total de càncers és del 1,0%.
Té una alta mortalitat. Excloent el càncer de mama, suposa la primera causa de mort per càncer ginecològic, tot i que la seva freqüència és menor que la d'úter. Presenta un diagnòstic difícil i se sol actuar en estadis avançats. A Espanya les dades que es tenen és que representa el 3,31% de totes les morts per càncer i se situa en el vuitè lloc darrere de mama, estómac, còlon i recte, úter, pulmó, pàncrees i leucèmia  (López-Abente i cols. 1996) . La malignitat dels tumors ovàrics és més freqüent després dels 50 anys. L'edat mitjana se situa entre els 50 i 59 anys, tot i que el pic més alt és als 89 anys.
És un problema de salut important, més que per la seva incidència per la seva taxa bruta de mortalitat, a causa del diagnòstic en fases avançades de la malaltia, i es pot considerar com l'única neoplàsia ginecològica en què el diagnòstic precoç no ha avançat en els últims anys. El càncer d'ovari representa la quarta causa de mort per càncer en dones als Estats Units i la primera causa de mort per càncer ginecològic en el món occidental. Junt amb el d'annexes, a Catalunya, té una taxa de supervivència a cinc anys al voltant del 53%. A Catalunya, les taxes de mortalitat (x 100.000 hab.; i en % sobre el total de càncers per sexe; estandarditzades segons sexe, 2018) són: 5,23 dones; 4,67% en dones.

### Factors de risc
L'esterilitat i els fàrmacs utilitzats en aquesta per a l'estimulació ovàrica en tractaments de més d'un any de durada, com el clomifè augmenten la incidència del càncer d'ovari. En canvi, el part, l'ús d'anticonceptius orals, la lligadura de trompes (per un mecanisme encara desconegut) i la histerectomia redueixen la incidència del càncer d'ovari. En alguns factors encara hi falten proves per associar-los amb el càncer d'ovari, incloent: l'exposició al talc o l'asbest, factors tòxics com el tabac, l'alcohol, el cafè, radiacions ionitzants, la teràpia hormonal substitutiva, o una dieta rica en greixos.
L'edat és un factor de risc important. El 2012, tan sols el 0,74% de les defuncions per càncer d'ovari als Estats Units es produïren en persones de menys de 35 anys, mentre que el 65,11% es produïren en individus de 65 anys o més.

## Etiologia
És desconeguda, però se sap que es necessiten múltiples factors i que se solen produir a partir de la transformació maligna de l'epiteli de la superfície ovàrica. És més freqüent en nulípares recolzat en la hipòtesi de l'ovulació incessant i de l'efecte protector dels anovulatoris i els embarassos.
Hi ha un factor genètic hereditari que es coneix com a càncer d'ovari familiar o hereditari (entre un 5 i 10% tenen aquest component), també hi ha autors que recomanen una quimioprevenció amb anticonceptius hormonals orals en aquelles dones amb factor hereditari durant un període igual o superior a 6 anys.

## Classificació

### Tumors epitelials
- Serós: són els més freqüents.
- Mucinós
- Endometrioide
- De cèl·lules clares: són els tumors malignes més freqüents en els casos d'endometriosi.
- Tumor de Brenner

### Tumors germinals
- Teratoma: la gran majoria són benignes.
- Disgerminoma: tumor maligne més freqüent en edats inferiors a 30 anys.
- Tumor del sí endodèrmic: és altament maligne i produeix alfafetoproteïna.
- Coriocarcinoma: produeix HCG.
- Carcinoma embrionari: produeix alfafetoproteïna.
- Gonadoblastoma: sol derivar (90%) de gònades disgenètiques.

### Tumors dels cordons sexuals-estroma
- Tumor de la granulosa
- Tumor de la teca
- Androblastoma

## Diagnòstic
Els cribratges per al càncer d'ovari no solen ser molt sensibles, de manera que el seu diagnòstic és tardà en aproximadament el 70% dels casos. Sempre es comença amb una completa història clínica, tenint en compte la història familiar de càncer en la pacient. Als Estats Units es recomana una exploració rectovaginal anual.
També estan disponibles marcadors tumorals, com el CA 125. L'ultrasò transvaginal continua sent el mètode d'elecció per avaluar les masses anexial, incloent la velocitometría doppler color.
En l'actualitat no hi ha proves que hi hagi un benefici en el cribratge en dones que presenten un o cap familiar de primer grau amb càncer d'ovari.